# Oslare
Oslare (izvirno srbsko Осларе) je naselje v Srbiji, ki upravno spada pod Občino Bujanovac; slednja pa je del Pčinjskega upravnega okraja.

## Demografija
V naselju živi 641 polnoletnih prebivalcev, pri čemer je njihova povprečna starost 34,5 let (33,6 pri moških in 35,4 pri ženskah). Naselje ima 194 gospodinjstev, pri čemer je povprečno število članov na gospodinjstvo 4,66.
Prebivalstvo je večinoma nehomogeno, a v času zadnjih 3 popisov je opazen porast števila prebivalcev.
|  |

| Demografija | Demografija     | Demografija     |
| Leto        | Št. prebivalcev | Št. prebivalcev |
| ----------- | --------------- | --------------- |
|             |                 |                 |
|             |                 |                 |
|             |                 |                 |
|             |                 |                 |
| 1948        | 816             |                 |
| 1953        | 904             |                 |
| 1961        | 892             |                 |
| 1971        | 943             |                 |
| 1981        | 1009            |                 |
| 1991        | 898             | 826             |
| 2002        | 1160            | 904             |
|             |                 |                 |

| Etnična sestava po popisu iz leta 2002 | Etnična sestava po popisu iz leta 2002 | Etnična sestava po popisu iz leta 2002 | Etnična sestava po popisu iz leta 2002 | Etnična sestava po popisu iz leta 2002 |
| -------------------------------------- | -------------------------------------- | -------------------------------------- | -------------------------------------- | -------------------------------------- |
| Albanci                                | Albanci                                |                                        | 498                                    | 55,08%                                 |
| Srbi                                   | Srbi                                   |                                        | 400                                    | 44,24%                                 |
| Muslimani                              | Muslimani                              |                                        | 1                                      | 0,11%                                  |
| Neznano                                | Neznano                                |                                        | 2                                      | 0,22%                                  |